# امپراتوری هون

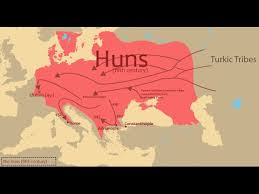
امپراتوری هون

امپراتوری هون ، بزرگترین امپراتوری به هم پیوسته تاریخ اروپا  و یک امپراتوری عشایری ترک نژاد در سر حکومت بود.  ولی همانند دیگر حکومت های ترک نژاد همچون خوارزمیان و سلجوقیان ایران با مردمان منطقه تلفیق شده و دارایه چندین قومیتی و نژادی بوده است. که می‌توان از برجسته ترینشان تیره های از سکاها مردمان آریایی نژاد، مردمان اروپایی نام برد؛  این امپراتوری در قرن ۵ میلادی از استپ‌های آسیا تا کوه‌های آلپ توسط ترکان به وجود آمد که توسط بیگانگان هون نامیده می‌شدند. قدرتمندترین شاه هون، آتیلا نام داشت که با مرگ او، امپراتوری هون طی ۲۰۰ سال از هم پاشید. هون‌ها بعد از جدایی از هون‌های آسیا به سمت غرب حرکت کردند و توسط شاه بالامبر امپراتوری خود را تأسیس کردند. در اوایل به علت نفاق داخلی زیاد بین قبایل، ارتش هون‌ها به عنوان مزدور برای امپراتوری‌های روم شرقی و غربی می‌جنگید. اما بعد از به تخت نشستن آتیلا، هون‌ها به مقتدرترین امپراتوری اروپا تبدیل گشته و با پیروزی‌های متعدد برابر تمامی اقوام اروپا قدرتمندترین  امپراتوری اروپا شدند و امپراتوری روم شرقی و غربی و قبایل اسکاندیناوی را مجبور به پرداخت مالیت کردند، ولی با مرگ آتیلا و شکست هون‌ها در نبرد نداو در زمان شاه ارناک هون‌ها از هم پاشیدند.